# Daimyō
Daimyō (大名 (Đại danh) daimyō) (daimyōⓘ) là những lãnh chúa phong kiến từ thế kỷ 10 đến đầu thế kỷ 19 ở Nhật Bản thần phục Tướng quân. Từ "thủ hộ" vào thời Muromachi qua thời Sengoku cho đến các đại danh của thời Edo, tước hiệu này đã có một lịch sử lâu dài và đa dạng. Từ Daimyo đôi khi cũng được dùng để chỉ những người đứng đầu các gia tộc, cũng được gọi là lãnh chúa. Thông thường, mặc dù không phải dành riêng cho vị trí này, là từ các lãnh chúa mà Tướng quân phát sinh hay Nhiếp chính quan được chọn.

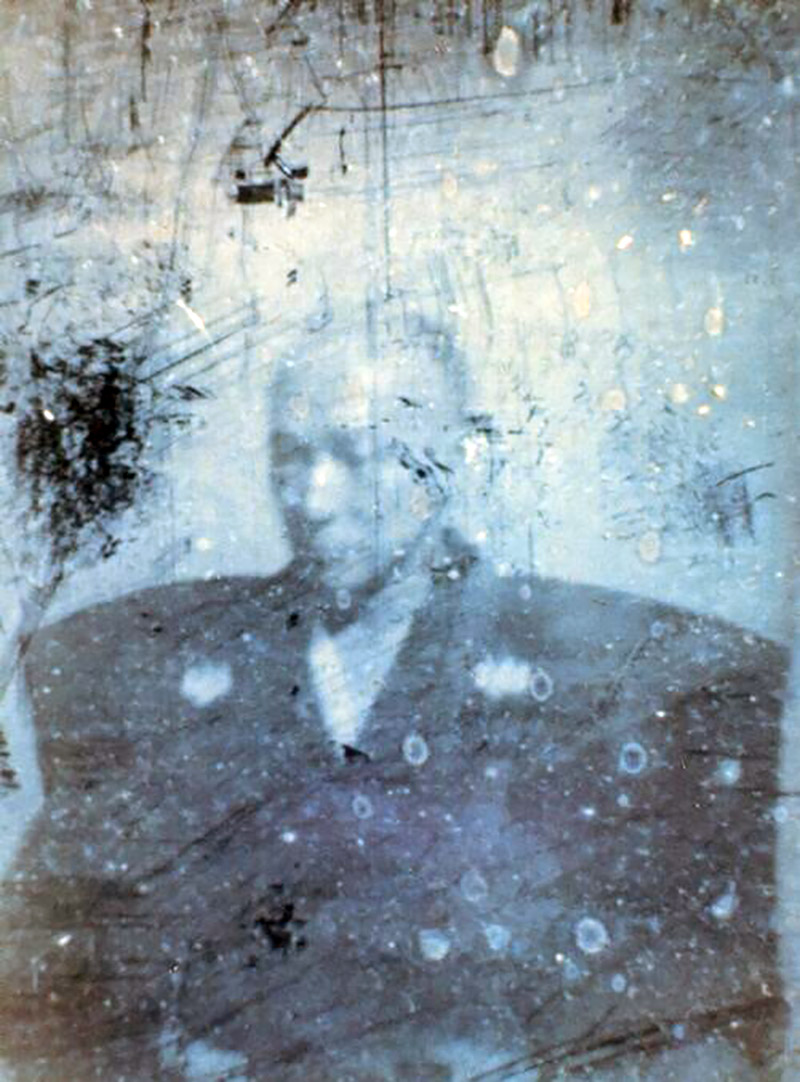
Shimazu Nariakira, daimyo của lãnh địa Satsuma, trong bức hình chụp đage của Ichiki Shirō

Daimyo thường mặc đồ màu tím, từ đậm đến nhạt tùy theo thứ bậc của họ, tím sẫm hay nhạt ở trước xanh sậm và nhạt, đỏ sậm và nhạt, và cuối cùng là đen, những daimyo cao quý nhất được coi là quý tộc.

## Shugo daimyo
Shugo daimyo (守護大名 shugo daimyō, Thủ hộ Đại danh) là nhóm người đầu tiên được phong tước hiệu "daimyo". Họ đi lên từ các "shugo" trong thời Muromachi. Shugo daimyo nắm cả binh quyền, quyền lực chính trị, và cả kinh tế trong một tỉnh. Họ tích lũy sức mạnh trong những thập kỷ đầu tiên của thời đại Muromachi.

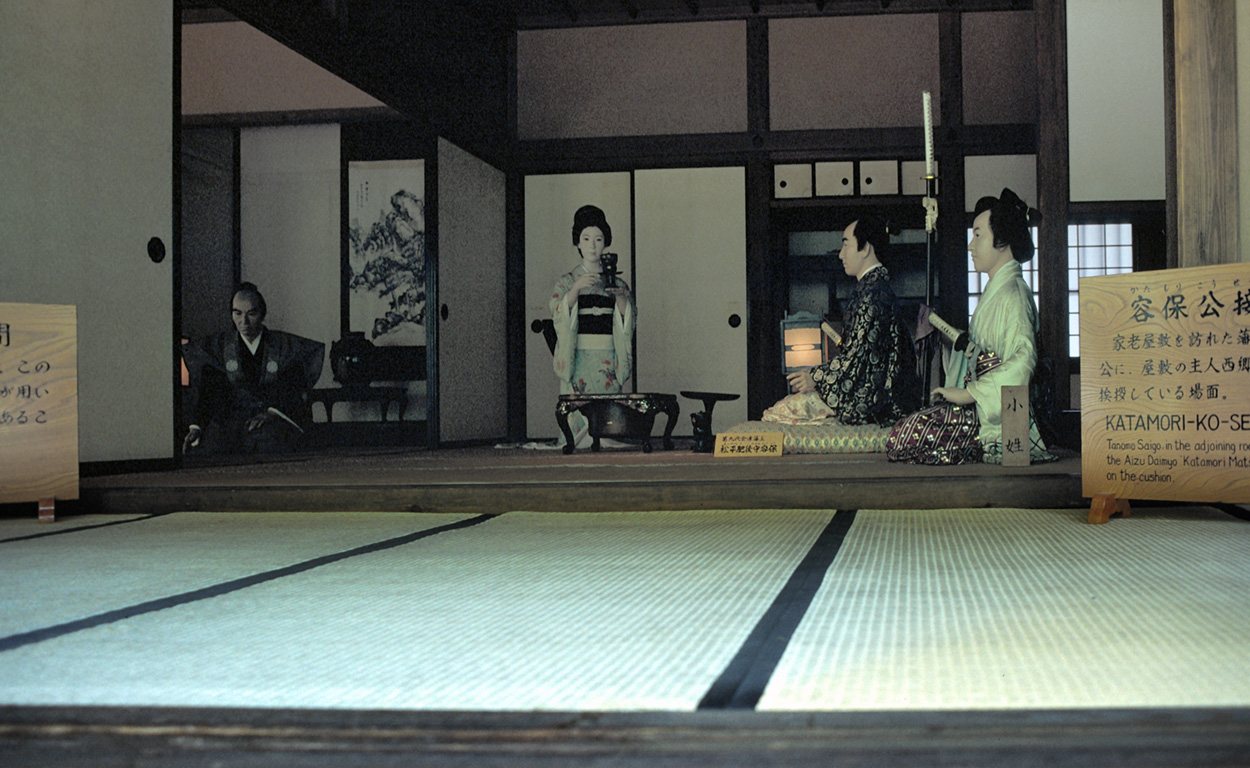
Daimyo Matsudaira Katamori thăm tư dinh của một thuộc hạ. Hình nộm trong tòa nhà Aizuwakamatsu

Shugo daimyo lớn bắt nguồn từ các gia tộc Shiba, Hatakeyama, và gia tộc Hosokawa, cũng như các gia tộc tozama của gia tộc Yamana, gia tộc Ōuchi và gia tộc Akamatsu. Những người mạnh nhất làm chủ đến vài tỉnh.
Mạc phủ Ashikaga yêu cầu các shugo daimyo sống ở Kyoto, do đó họ cử một người thân hay thuộc hạ, gọi là "shugodai", đại diện cho họ ở tỉnh nhà. Cuối cùng, một vài người trong số đó lại đến Kyoto ở, bổ nhiệm các cấp phó ở lại các tỉnh.
Chiến tranh Ōnin là cuộc bạo loạn lớn mà các shugo daimyo đánh giết lẫn nhau. Trong suốt thời gian của cuộc chiến, kuni ikki, hay nổi dậy tại các tỉnh, diễn ra vì các chiến binh hùng mạnh ở địa phương muốn độc lập với các shugo daimyo. Những người đại diên của các shugo daimyo, sinh sống ở các tỉnh, nắm lấy cơ hội này để củng cố địa vị của mình. Cuối cùng vào thế kỷ 15, những shugo daimyo thừa tự vẫn giữ được quyền lực. Những người đã trao quyền cho cấp phó của mình mất quyền và bị thay thế bởi một tầng lớp mới, "sengoku daimyo," đi lên từ cấp bậc shugodai và kokujin.

## Sengoku daimyo - Daimyo thời Sengoku
Trong các sengoku daimyo (戦国大名 sengoku daimyō, Chiến Quốc Đại Danh) có rất nhiều người đã từng là shugo daimyo như gia tộc Satake, gia tộc Imagawa, gia tộc Takeda, gia tộc Toki, gia tộc Rokkaku, gia tộc Ōuchi và gia tộc Shimazu. Những gia tộc mới nhận tước hiệu này là các gia tộc Asakura, Amago, Nagao, Miyoshi, Chōsokabe, Jimbō, Hatano, Oda và Matsunaga. Những người này đi lên từ cấp bậc "shugodai" và các cấp phó của họ. Những sengoku daimyo nữa như gia tộc Mōri, gia tộc Tamura và gia tộc Ryūzōji đi lên từ các kokujin. Các viên chức thấp hơn của Mạc phủ và các ronin (gia tộc Hậu Hōjō, gia tộc Saitō), viên chức cấp tỉnh (gia tộc Kitabatake) và kuge (gia tộc Tosa Ichijō) cũng tiến lên hàng ngũ sengoku daimyo.

## Daimyo dưới thời Edo
Sau trận Sekigahara năm 1600 đánh dấu sự bắt đầu của thời đại Edo, shogun Tokugawa Ieyasu tái cơ cấu lại một cách mạnh mẽ 200 daimyo và đất đai của họ thành các han và xếp hạng dựa trên sản lượng gạo. Daimyo là những người đứng đầu các han có sản lượng 10.000 koku (50.000 giạ) hay hơn. Ieyasu cũng phân loại daimyo dựa trên việc họ có gần gũi với gia đình Tokugawa không: shinpan có họ hàng với Tokugawa; fudai đã là chư hầu của Tokugawa hay đồng minh trong chiến tranh; và tozama là những người đối nghịch với Tokugawa trước trận chiến (không nhất thiết phải đánh lại Tokugawa).
Năm 1800, có khoảng 170 daimyo trên toàn Nhật Bản.

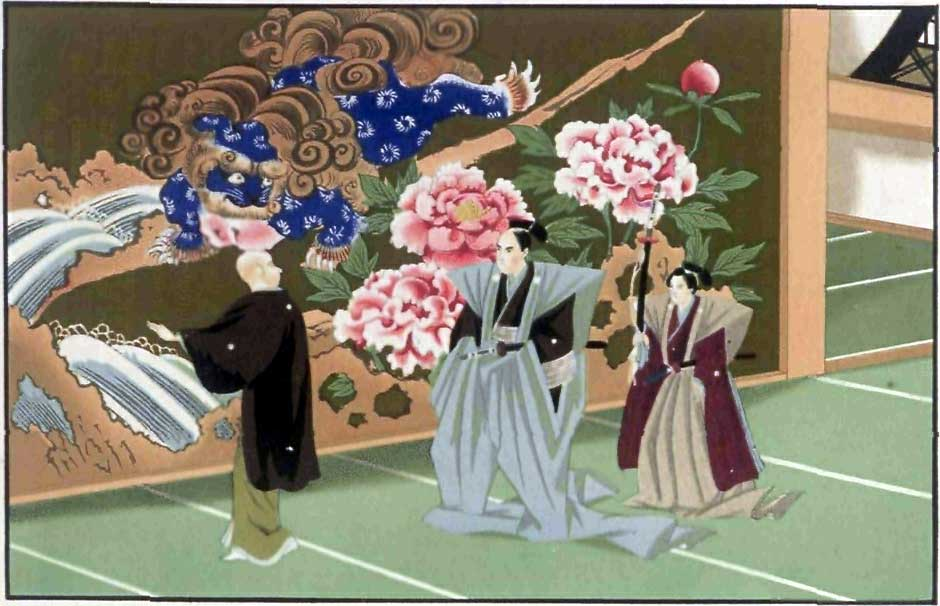
Một Daimyo đi thăm viếng chính thức, minh họa năm 1860

Shinpan là họ hàng của Ieyasu, như gia tộc Matsudaira, hay hậu duệ của Ieyasu mà không phải chi chính thừa tự. Vài shinpan, như Tokugawa ở tỉnh Owari (Nagoya), tỉnh Kii (Wakayama) và Mito, cũng như nhà Matsudaira ở Fukui và Aizu, nắm giữ các han rộng lớn.
Một vài fudai daimyo, như gia tộc Ii ở Hikone, giữ han rộng lớn, nhưng rất nhiều người chỉ quản lý các han nhỏ. Mạc phủ bổ nhiệm nhiều fudai ở các vị trí chiến lược để bảo vệ con đường giao thương đến Edo. Nhiều fudai cũng nhận nhiệm vụ ở Mạc phủ Edo, một số lên đến chức vụ rōjū. Sự thực là fudai daimyo có thể nắm các vị trí trong chính quyền trong khi tozama, nói chung, không thể, đó là sự khác nhau căn bản giữa hai loại.
Tozama daimyo làm chủ các thái ấp rộng lớn, với Kaga han ở quận Ishikawa, do gia tộc Maeda làm chủ, ước tính có tới 1.000.000 koku. Các gia tộc tozama nổi tiếng khác bao gồm gia tộc Mōri ở Chōshū, và gia tộc Shimazu ở tỉnh Satsuma, Date ở Sendai, gia tộc Uesugi ở Yonezawa và gia tộc Hachisuka ở Awa. Ban đầu, nhà Tokugawa cho rằng họ có thể nổi loạn bất cứ lúc nào, nhưng trong suốt thời Edo, hôn nhân giữa nhà Tokugawa với các tozama, cũng như chính sách kiểm soát như sankin kōtai, đã cho một cục diện hòa bình lâu dài.

### Sankin kōtai
Sankin kōtai (luân phiên trình diện) là hệ thống trong đó nhà Tokugawa yêu cầu tất cả các daimyo cứ cách năm lại phải ở lại triều đình của Tokugawa ở Edo trong một năm, và giữ những thành viên gia đình của họ ở Edo khi họ trở lại han của mình. Điều này giúp cho việc kiểm soát về tài chính và chính trị của Edo với các daimyo chặt chẽ hơn. Sau này trong thời Tokugawa, nhiều hệ thống kiểm soát các daimyo khác cũng được thiết lập, như đóng góp bắt buộc vào các việc công cộng như xây dựng đường sá. Thêm vào đó, các daimyo bị cấm đóng thuyền và xây lâu đài, và việc thể hiện sức mạnh quân sự bị kiểm soát nghiêm ngặt.
Mệt mỏi vì những sự kiểm soát này, và thường trong tình hình tài chính tồi tệ vì những thứ như sankin kotai, bắt buộc phải ủng hộ cho các công việc công cộng, và tiêu xài hoang phí, vài daimyo đã chống lại Mạc phủ Tokugawa trong cuộc Minh Trị Duy Tân.

## Sau cuộc Minh Trị Duy Tân
Năm 1869, năm sau cuộc Minh Trị Duy tân, daimyo, cùng với kuge, được xếp vào một tầng lớp quý tộc mới, kazoku. Năm 1871, han bị xóa bỏ và quận được thành lập, sau đó thực sự chấm dứt kỷ nguyên của các daimyo ở Nhật Bản. Sau sự thay đổi này, nhiều daimyo vẫn giữ được đất đai của mình, và được bổ nhiệm là thống đốc; tuy nhiên, họ sớm bị thôi chức và bị gọi toàn bộ về Tokyo, do đó cắt bỏ mọi cơ sở quyền lực độc lập ẩn chức mối họa nổi dậy tiềm tàng. Bất chấp việc này, thành viên của các gia đình daimyo vẫn giữ vị trí nổi bật trong chính phủ và xã hội, vài trường hợp vẫn còn quan trọng cho đến ngày nay.